# Κ機制
κ機制（κ–mechanism）是造成多種變星光度變化的機制。在這裡「κ」是希腊字母「Kappa」，代表恆星大氣層中任意深度的不透明度。

## 機制
在正常恆星中，恆星大氣層內壓力的增加會增加溫度和密度，使恆星大氣層不透明度下降，這允許熱能可以更快消散，結果就是恆星大氣層中溫度和壓力可維持平衡狀態。不過，當不透明度與溫度一起增加時，大氣層就會變得不穩定以抵抗脈動。如果恆星大氣有一層向內移動，將使大氣的密度和不透明度增加，造成熱流被阻擋。結果就是熱能增加造成壓力增加，使恆星大氣層向外移動。最終就是大氣層重覆向恆星內和外運動。
來自κ機制的恆星非絕熱脈動發生在氫和氦被部分電離的區域或氫負離子區域。這樣的例子就發生在天琴座RR型变星內部分氦被二次電離的區域。發風在氫離子化區域的例子則是米拉變星、Ap和Bp星和鯨魚座ZZ型變星。在仙王座β型變星中，恆星脈動在溫度達到大約200,000 K的深度發生，並且在該處富含鐵。在該深度鐵的不透明度增加則稱為Z脈動（Z bump），在這裡「Z」是代表氫和氦以外化學元素的符號。